# BAFTA a la millor pel·lícula britànica
El BAFTA a la millor pel·lícula britànica (BAFTA Award for Outstanding British Film) és un dels premis BAFTA atorgats per la British Academy of Film and Television Arts (BAFTA) en una cerimònia anual des de 1949.
El guardó es va lliurar per primera vegada en els I Premis BAFTA reconeixent per primera vegada les pel·lícules de 1947, i va durar fins al 1969. Durant més de dues dècades no va existir una categoria específica per al cinema britànic, fins que es va recuperar a la 46a edició el 1993, reconeixent les pel·lícules de 1992. Abans d'això era conegut com el Premi Alexander Korda a la millor pel·lícula britànica (Alexander Korda Award for Best British Film); tot i que encara s'atorga en honor al director Alexander Korda, el premi ara s'anomena BAFTA a la pel·lícula britànica destacada (BAFTA Award for Outstanding British Film) i reconeix "una realització cinematogràfica britànica excepcional i original que mostra una creativitat i innovació excepcionals".
Per ser elegible per a la nominació com a millor pel·lícula britànica, una pel·lícula "ha de tenir una implicació creativa significativa per part d'individus britànics", inclosos aquells que han estat residents permanentment al Regne Unit durant deu anys o més. Els candidats a la nominació són els directors, guionistes i fins a tres productors de la pel·lícula; si cap d'ells no és britànic, la pel·lícula només serà elegible en circumstàncies excepcionals.

## Guanyadors i nominats
Els anys indicats són aquells en què es va celebrar la cerimònia, que té lloc l'any següent de l'estrena de les pel·lícules en qüestió.

### Dècada del 1940
| Any         | Pel·lícula                               | Direcció                           | Producció                          |
| ----------- | ---------------------------------------- | ---------------------------------- | ---------------------------------- |
| 1949 (1947) | Llarga és la nit (Odd Man Out)           | Carol Reed                         | Carol Reed                         |
| 1949 (1948) | L'ídol caigut (The Fallen Idol)          | Carol Reed                         | Carol Reed                         |
| 1949 (1948) | Hamlet                                   | Laurence Olivier                   | Laurence Olivier                   |
| 1949 (1948) | Oliver Twist                             | David Lean                         | Ronald Neame                       |
| 1949 (1948) | Once a Jolly Swagman                     | Jack Lee                           | Ian Dalrymple                      |
| 1949 (1948) | Les sabatilles vermelles (The Red Shoes) | Michael Powell, Emeric Pressburger | Michael Powell, Emeric Pressburger |
| 1949 (1948) | Scott of the Antarctic                   | Charles Frend                      | Michael Balcon                     |
| 1949 (1948) | The Small Voice                          | Fergus McDonell                    | Anthony Havelock-Allan             |

### Dècada del 1950
| Any  | Pel·lícula                                                     | Direcció                             | Producció                          |
| ---- | -------------------------------------------------------------- | ------------------------------------ | ---------------------------------- |
| 1950 | El tercer home (The Third Man)                                 | Carol Reed                           | Carol Reed                         |
| 1950 | Kind Hearts and Coronets                                       | Robert Hamer                         | Michael Balcon                     |
| 1950 | Passport to Pimlico                                            | Henry Cornelius                      | Michael Balcon                     |
| 1950 | The Queen of Spades                                            | Thorold Dickinson                    | Anatole de Grunwald                |
| 1950 | A Run for Your Money                                           | Charles Frend                        | Michael Balcon                     |
| 1950 | The Small Back Room                                            | Michael Powell, Emeric Pressburger   | Michael Powell, Emeric Pressburger |
| 1950 | Whisky Galore!                                                 | Alexander Mackendrick                | Michael Balcon                     |
| 1951 | The Blue Lamp                                                  | Basil Dearden                        | Michael Balcon                     |
| 1951 | Chance of a Lifetime                                           | Bernard Miles                        | Bernard Miles                      |
| 1951 | Morning Departure                                              | Roy Ward Baker                       | Jay Lewis                          |
| 1951 | Seven Days to Noon                                             | John Boulting, Roy Boulting          | John Boulting, Roy Boulting        |
| 1951 | State Secret                                                   | Sidney Gilliat                       | Sidney Gilliat, Frank Launder      |
| 1951 | The Wooden Horse                                               | Jack Lee                             | Ian Dalrymple                      |
| 1952 | The Lavender Hill Mob                                          | Charles Crichton                     | Michael Balcon                     |
| 1952 | La versió Browning (The Browning Version)                      | Anthony Asquith                      | Teddy Baird                        |
| 1952 | The Magic Box                                                  | John Boulting                        | Ronald Neame                       |
| 1952 | The Magic Garden                                               | Donald Swanson                       | Donald Swanson                     |
| 1952 | L'home del vestit blanc (The Man in the White Suit)            | Alexander Mackendrick                | Michael Balcon                     |
| 1952 | No Resting Place                                               | Paul Rotha                           | Colin Lesslie                      |
| 1952 | Never Take No for an Answer                                    | Maurice Cloche, Ralph Smart          | Anthony Havelock-Allan             |
| 1952 | White Corridors                                                | Pat Jackson                          | John Croydon, Joseph Janni         |
| 1953 | The Sound Barrier                                              | David Lean                           | David Lean                         |
| 1953 | Angels One Five                                                | George More O'Ferrall                | John W. Gossage Derek N. Twist     |
| 1953 | Cry, the Beloved Country                                       | Zoltán Korda                         | Zoltán Korda, Alan Paton           |
| 1953 | Mandy                                                          | Alexander Mackendrick, Fred F. Sears | Michael Balcon, Leslie Norman      |
| 1953 | Outcast of the Islands                                         | Carol Reed                           | Carol Reed                         |
| 1953 | The River                                                      | Jean Renoir                          | Kenneth McEldowney, Jean Renoir    |
| 1954 | La Geneviève (Genevieve)                                       | Henry Cornelius                      | Henry Cornelius                    |
| 1954 | The Cruel Sea                                                  | Charles Frend                        | Leslie Norman                      |
| 1954 | The Heart of the Matter                                        | George More O'Ferrall                | Ian Dalrymple                      |
| 1954 | The Kidnappers                                                 | Philip Leacock                       | Sergei Nolbandov, Leslie Parkyn    |
| 1954 | Moulin Rouge                                                   | John Huston                          | John i James Woolf                 |
| 1955 | Hobson's Choice                                                | David Lean                           | David Lean                         |
| 1955 | Carrington V.C.                                                | Anthony Asquith                      | Teddy Baird                        |
| 1955 | The Divided Heart                                              | Charles Crichton                     | Michael Truman                     |
| 1955 | Doctor in the House                                            | Ralph Thomas                         | Betty E. Box                       |
| 1955 | For Better, for Worse                                          | J. Lee Thompson                      | Kenneth Harper                     |
| 1955 | The Maggie                                                     | Alexander Mackendrick                | Michael Truman                     |
| 1955 | La plana encesa (The Purple Plain)                             | Robert Parrish                       | John Bryan                         |
| 1955 | Romeo and Juliet                                               | Renato Castellani                    | Sandro Ghenzi, Joseph Janni        |
| 1956 | Ricard III (Richard III)                                       | Laurence Olivier                     | Laurence Olivier                   |
| 1956 | The Colditz Story                                              | Guy Hamilton                         | Ivan Foxwell                       |
| 1956 | The Dam Busters                                                | Michael Anderson                     | Robert Clark, W. A. Whittaker      |
| 1956 | El quintet de la mort (The Ladykillers)                        | Alexander Mackendrick                | Seth Holt, Michael Balcon          |
| 1956 | The Night My Number Came Up                                    | Leslie Norman                        | Michael Balcon                     |
| 1956 | The Prisoner                                                   | Peter Glenville                      | Vivian Cox                         |
| 1956 | Simba                                                          | Brian Desmond Hurst                  | Peter De Sarigny                   |
| 1957 | Reach for the Sky                                              | Lewis Gilbert                        | Daniel M. Angel                    |
| 1957 | La batalla del Riu de la Plata (The Battle of the River Plate) | Michael Powell, Emeric Pressburger   | Michael Powell, Emeric Pressburger |
| 1957 | The Man Who Never Was                                          | Ronald Neame                         | André Hakim                        |
| 1957 | A Town Like Alice                                              | Jack Lee                             | Joseph Janni                       |
| 1957 | Yield to the Night                                             | J. Lee Thompson                      | Kenneth Harper                     |
| 1958 | El pont del riu Kwai (The Bridge on the River Kwai)            | David Lean                           | Sam Spiegel                        |
| 1958 | El príncep i la corista (The Prince and the Showgirl)          | Laurence Olivier                     | Laurence Olivier                   |
| 1958 | The Shiralee                                                   | Leslie Norman                        | Michael Balcon, Jack Rix           |
| 1958 | Windom's Way                                                   | Ronald Neame                         | John Bryan                         |
| 1959 | Un lloc a dalt de tot (Room at the Top)                        | Jack Clayton                         | John i James Woolf                 |
| 1959 | Ice Cold in Alex                                               | J. Lee Thompson                      | W. A. Whittaker                    |
| 1959 | Indiscreet                                                     | Stanley Donen                        | Stanley Donen                      |
| 1959 | Orders to Kill                                                 | Anthony Asquith                      | Anthony Havelock-Allan             |
| 1959 | Sea of Sand                                                    | Guy Green                            | Robert S. Baker, Monty Berman      |

### Dècada del 1960
| Any  | Pel·lícula                                                                                | Direcció               | Producció                                      |
| ---- | ----------------------------------------------------------------------------------------- | ---------------------- | ---------------------------------------------- |
| 1960 | Sapphire                                                                                  | Basil Dearden          | Michael Relph                                  |
| 1960 | Look Back in Anger                                                                        | Tony Richardson        | Harry Saltzman                                 |
| 1960 | L'Índia en flames (North West Frontier)                                                   | J. Lee Thompson        | Marcel Hellman                                 |
| 1960 | La badia del tigre (Tiger Bay)                                                            | J. Lee Thompson        | John Hawkesworth, Leslie Parkyn, Julian Wintle |
| 1960 | Yesterday's Enemy                                                                         | Val Guest              | Michael Carreras                               |
| 1961 | Saturday Night and Sunday Morning                                                         | Karel Reisz            | Tony Richardson                                |
| 1961 | The Angry Silence                                                                         | Guy Green              | Richard Attenborough, Bryan Forbes             |
| 1961 | The Trials of Oscar Wilde                                                                 | Ken Hughes             | Irving Allen, Albert R. Broccoli, Harold Huth  |
| 1961 | Tunes of Glory                                                                            | Ronald Neame           | Colin Lesslie                                  |
| 1962 | A Taste of Honey                                                                          | Tony Richardson        | Tony Richardson                                |
| 1962 | The Innocents                                                                             | Jack Clayton           | Jack Clayton                                   |
| 1962 | The Long and the Short and the Tall                                                       | Leslie Norman          | Michael Balcon                                 |
| 1962 | Tres vides errants (The Sundowners)                                                       | Fred Zinnemann         | Gerry Blattner                                 |
| 1962 | Whistle Down the Wind                                                                     | Bryan Forbes           | Richard Attenborough                           |
| 1963 | Lawrence d'Aràbia (Lawrence of Arabia)                                                    | David Lean             | Sam Spiegel                                    |
| 1963 | La fragata infernal (Billy Budd)                                                          | Peter Ustinov          | Peter Ustinov                                  |
| 1963 | A Kind of Loving                                                                          | John Schlesinger       | Joseph Janni                                   |
| 1963 | L'habitació en forma d'ela (The L-Shaped Room)                                            | Bryan Forbes           | Richard Attenborough, John i James Woolf       |
| 1963 | Only Two Can Play                                                                         | Sidney Gilliat         | Leslie Gilliat                                 |
| 1964 | Tom Jones                                                                                 | Tony Richardson        | Tony Richardson                                |
| 1964 | Billy Liar                                                                                | John Schlesinger       | Joseph Janni                                   |
| 1964 | El servent (The Servant)                                                                  | Joseph Losey           | Joseph Losey, Norman Priggen                   |
| 1964 | This Sporting Life                                                                        | Lindsay Anderson       | Karel Reisz                                    |
| 1965 | Doctor Strangelove (Dr. Strangelove or: How I Learned to Stop Worrying and Love the Bomb) | Stanley Kubrick        | Stanley Kubrick                                |
| 1965 | Becket                                                                                    | Peter Glenville        | Hal B. Wallis                                  |
| 1965 | The Pumpkin Eater                                                                         | Jack Clayton           | John i James Woolf                             |
| 1965 | The Train                                                                                 | John Frankenheimer     | Jules Bricken                                  |
| 1966 | L'expedient Ipcress (The Ipcress File)                                                    | Sidney J. Furie        | Harry Saltzman'                                |
| 1966 | Darling                                                                                   | John Schlesinger       | Joseph Janni                                   |
| 1966 | The Hill                                                                                  | Sidney Lumet           | Kenneth Hyman                                  |
| 1966 | El knack (The Knack ...and How to Get It)                                                 | Richard Lester         | Oscar Lewenstein                               |
| 1967 | The Spy Who Came in from the Cold                                                         | Martin Ritt            | Martin Ritt                                    |
| 1967 | Alfie                                                                                     | Lewis Gilbert          | Lewis Gilbert                                  |
| 1967 | Georgy (Georgy Girl)                                                                      | Silvio Narizzano       | Robert A. Goldston, Otto Plaschkes             |
| 1967 | Morgan – A Suitable Case for Treatment                                                    | Karel Reisz            | Leon Clore                                     |
| 1968 | Un home per a l'eternitat (A Man for All Seasons)                                         | Fred Zinnemann         | Fred Zinnemann                                 |
| 1968 | Accident                                                                                  | Joseph Losey           | Joseph Losey, Norman Priggen                   |
| 1968 | Blow Up (Blow-Up)                                                                         | Michelangelo Antonioni | Carlo Ponti                                    |
| 1968 | The Deadly Affair                                                                         | Sidney Lumet           | Sidney Lumet                                   |

### Dècada del 1990
| Any  | Pel·lícula                                            | Direcció             | Producció                                             |
| ---- | ----------------------------------------------------- | -------------------- | ----------------------------------------------------- |
| 1993 | Joc de llàgrimes (The Crying Game)                    | Neil Jordan          | Stephen Woolley                                       |
| 1994 | Shadowlands                                           | Richard Attenborough | Brian Eastman                                         |
| 1994 | Tom i Viv (Tom & Viv)                                 | Brian Gilbert        | Marc Samuelson, Harvey Kass, Peter Samuelson          |
| 1994 | Naked                                                 | Mike Leigh           | Simon Channing Williams                               |
| 1994 | Plouen pedres (Raining Stones)                        | Ken Loach            | Sally Hibbin                                          |
| 1995 | Shallow Grave                                         | Danny Boyle          | Andrew Macdonald                                      |
| 1995 | Backbeat                                              | Iain Softley         | Finola Dwyer                                          |
| 1995 | Bhaji on the Beach                                    | Gurinder Chadha      | Nadine Marsh-Edwards                                  |
| 1995 | Priest                                                | Antonia Bird         | George S. J. Faber                                    |
| 1996 | La follia del rei George (The Madness of King George) | Nicholas Hytner      | Stephen Evans, David Parfitt                          |
| 1996 | Carrington                                            | Christopher Hampton  | Ronald Shedlo John McGrath                            |
| 1996 | Trainspotting                                         | Danny Boyle          | Andrew Macdonald                                      |
| 1996 | Terra i llibertat (Land and Freedom)                  | Ken Loach            | Rebecca O'Brien                                       |
| 1997 | Secrets i mentides (Secrets & Lies)                   | Mike Leigh           | Simon Channing Williams                               |
| 1997 | Ricard III (Richard III)                              | Richard Loncraine    | Lisa Katselas Paré Stephen Bayly                      |
| 1997 | Tocant el vent (Brassed Off)                          | Mark Herman          | Steve Abbott                                          |
| 1997 | Carla's Song                                          | Ken Loach            | Sally Hibbin                                          |
| 1998 | Nil by Mouth                                          | Gary Oldman          | Luc Besson, Gary Oldman, Douglas Urbanski             |
| 1998 | The Full Monty                                        | Peter Cattaneo       | Uberto Pasolini                                       |
| 1998 | Mrs. Brown (Mrs Brown)                                | John Madden          | Sarah Curtis                                          |
| 1998 | Regeneration                                          | Gillies MacKinnon    | Allan Scott, Peter R. Simpson                         |
| 1998 | Els Borrowers (The Borrowers)                         | Peter Hewitt         | Tim Bevan, Eric Fellner, Rachel Talalay               |
| 1998 | Twenty Four Seven                                     | Shane Meadows        | Imogen West                                           |
| 1999 | Elisabet (Elizabeth)                                  | Shekhar Kapur        | Alison Owen, Eric Fellner, Tim Bevan                  |
| 1999 | Hilary i Jackie (Hilary and Jackie)                   | Anand Tucker         | Andy Paterson, Nicolas Kent                           |
| 1999 | Little Voice                                          | Mark Herman          | Elizabeth Karlsen                                     |
| 1999 | Lock, Stock and Two Smoking Barrels                   | Guy Ritchie          | Matthew Vaughn                                        |
| 1999 | Sliding Doors                                         | Peter Howitt         | Sydney Pollack, Philippa Braithwaite, William Horberg |

### Dècada del 2000
| Any  | Pel·lícula                                                                                       | Direcció                     | Producció                                                                            |
| ---- | ------------------------------------------------------------------------------------------------ | ---------------------------- | ------------------------------------------------------------------------------------ |
| 2000 | East Is East                                                                                     | Damien O'Donnell             | Leslee Udwin                                                                         |
| 2000 | Notting Hill                                                                                     | Roger Michell                | Duncan Kenworthy                                                                     |
| 2000 | Topsy-Turvy                                                                                      | Mike Leigh                   | Simon Channing Williams                                                              |
| 2000 | Wonderland                                                                                       | Michael Winterbottom         | Michele Camarda, Andrew Eaton                                                        |
| 2000 | Ratcatcher                                                                                       | Lynne Ramsay                 | Gavin Emerson                                                                        |
| 2000 | Onegin                                                                                           | Martha Fiennes               | Ileen Maisel, Simon Bosanquet                                                        |
| 2001 | Billy Elliot                                                                                     | Stephen Daldry               | Greg Brenman, Jon Finn                                                               |
| 2001 | Chicken Run: Evasió a la granja (Chicken Run)                                                    | Nick Park                    | Peter Lord, David Sproxton                                                           |
| 2001 | Sexy Beast                                                                                       | Jonathan Glazer              | Jeremy Thomas                                                                        |
| 2001 | Last Resort                                                                                      | Paweł Pawlikowski            | Ruth Caleb                                                                           |
| 2001 | The House of Mirth                                                                               | Terence Davies               | Olivia Stewart                                                                       |
| 2002 | Gosford Park                                                                                     | Robert Altman                | Bob Balaban, David Levy                                                              |
| 2002 | Bridget Jones's Diary                                                                            | Sharon Maguire               | Tim Bevan, Eric Fellner, Jonathan Cavendish                                          |
| 2002 | Harry Potter i la pedra filosofal (Harry Potter and the Philosopher's Stone)                     | Chris Columbus               | David Heyman                                                                         |
| 2002 | Iris                                                                                             | Richard Eyre                 | Robert Fox, Scott Rudin                                                              |
| 2002 | Me Without You                                                                                   | Sandra Goldbacher            | Finola Dwyer                                                                         |
| 2003 | The Warrior                                                                                      | Asif Kapadia                 | Bertrand Faivre                                                                      |
| 2003 | Les hores (The Hours)                                                                            | Stephen Daldry               | Scott Rudin, Robert Fox                                                              |
| 2003 | Dirty Pretty Things                                                                              | Stephen Frears               | Tracey Seaward, Robert Jones                                                         |
| 2003 | Bend It Like Beckham                                                                             | Gurinder Chadha              | Deepak Nayar                                                                         |
| 2003 | The Magdalene Sisters                                                                            | Peter Mullan                 | Frances Higson                                                                       |
| 2004 | Touching the Void                                                                                | Kevin Macdonald              | John Smithson                                                                        |
| 2004 | Cold Mountain                                                                                    | Anthony Minghella            | Sydney Pollack, William Horberg, Albert Berger, Ron Yerxa                            |
| 2004 | Girl with a Pearl Earring                                                                        | Peter Webber                 | Anand Tucker, Andy Paterson                                                          |
| 2004 | Love Actually                                                                                    | Richard Curtis               | Duncan Kenworthy, Tim Bevan, Eric Fellner                                            |
| 2004 | In This World                                                                                    | Michael Winterbottom         | Andrew Eaton, Anita Overland                                                         |
| 2005 | My Summer of Love                                                                                | Paweł Pawlikowski            | Tanya Seghatchian, Chris Collins                                                     |
| 2005 | El secret de Vera Drake (Vera Drake)                                                             | Mike Leigh                   | Simon Channing Williams, Alain Sarde                                                 |
| 2005 | Harry Potter i el pres d'Azkaban (Harry Potter and the Prisoner of Azkaban)                      | Alfonso Cuarón               | David Heyman, Chris Columbus, Mark Radcliffe                                         |
| 2005 | Shaun of the Dead                                                                                | Edgar Wright                 | Nira Park                                                                            |
| 2005 | Dead Man's Shoes                                                                                 | Shane Meadows                | Mark Herbert                                                                         |
| 2006 | Wallace & Gromit: La maledicció de les verdures (Wallace & Gromit: The Curse of the Were-Rabbit) | Nick Park, Steve Box         | Claire Jennings, David Sproxton, Bob Baker                                           |
| 2006 | The Constant Gardener                                                                            | Fernando Meirelles           | Simon Channing Williams, Jeffrey Caine                                               |
| 2006 | Pride & Prejudice                                                                                | Joe Wright                   | Tim Bevan, Eric Fellner, Paul Webster, Deborah Moggach                               |
| 2006 | Tristam Shandy (A Cock and Bull Story) (A Cock and Bull Story)                                   | Michael Winterbottom         | Andrew Eaton, Martin Hardy                                                           |
| 2006 | Festival                                                                                         | Annie Griffin                | Christopher Young                                                                    |
| 2007 | The Last King of Scotland                                                                        | Kevin Macdonald              | Andrea Calderwood, Lisa Bryer, Charles Steel, Peter Morgan                           |
| 2007 | La reina (The Queen)                                                                             | Stephen Frears               | Tracey Seaward, Christine Langan, Andy Harries, Peter Morgan                         |
| 2007 | Casino Royale                                                                                    | Martin Campbell              | Michael G. Wilson, Barbara Broccoli, Paul Haggis, Neal Purvis i Robert Wade          |
| 2007 | United 93                                                                                        | Paul Greengrass              | Tim Bevan, Lloyd Levin                                                               |
| 2007 | Diari d'un escàndol (Notes on a Scandal)                                                         | Richard Eyre                 | Scott Rudin, Robert Fox                                                              |
| 2008 | This Is England                                                                                  | Shane Meadows                | Mark Herbert                                                                         |
| 2008 | Expiació (Atonement)                                                                             | Joe Wright                   | Tim Bevan, Eric Fellner, Paul Webster                                                |
| 2008 | L'ultimàtum de Bourne (The Bourne Ultimatum)                                                     | Paul Greengrass              | Patrick Crowley, Frank Marshall, Paul L. Sandberg, Doug Liman                        |
| 2008 | Control                                                                                          | Anton Corbijn                | Tony Wilson, Deborah Curtis                                                          |
| 2008 | Promeses de l'est (Eastern Promises)                                                             | David Cronenberg             | Paul Webster, Robert Lantos                                                          |
| 2009 | Man on Wire                                                                                      | James Marsh                  | Simon Chinn                                                                          |
| 2009 | Hunger                                                                                           | Steve McQueen                | Laura Hastings-Smith, Robin Gutch                                                    |
| 2009 | Amagats a Bruges (In Bruges)                                                                     | Martin McDonagh              | Graham Broadbent, Peter Czernin                                                      |
| 2009 | Mamma Mia!                                                                                       | Phyllida Lloyd               | Judy Craymer, Benny Andersson, Björn Ulvaeus, Phyllida Lloyd, Tom Hanks, Rita Wilson |
| 2009 | Slumdog Millionaire                                                                              | Danny Boyle, Loveleen Tandan | Christian Colson                                                                     |

### Dècada del 2010
| Any  | Pel·lícula                                                                     | Direcció                       | Producció |
| ---- | ------------------------------------------------------------------------------ | ------------------------------ | --- |
| 2010 | Fish Tank                                                                      | Andrea Arnold                  | Kees Kasander, Nick Laws, Andrea Arnold |
| 2010 | Una educació (An Education)                                                    | Lone Scherfig                  | Finola Dwyer, Amanda Posey, Lone Scherfig, Nick Hornby                                                                                              |
| 2010 | In the Loop                                                                    | Armando Iannucci               | Kevin Loader, Adam Tandy, Armando Iannucci, Jesse Armstrong, Simon Blackwell, Tony Roche                                                            |
| 2010 | Moon                                                                           | Duncan Jones                   | Stuart Fenegan, Trudie Styler, Duncan Jones, Nathan Parker                                                                                          |
| 2010 | Nowhere boy (Nowhere Boy)                                                      | Sam Taylor-Wood                | Robert Bernstein, Douglas Rae, Kevin Loader, Sam Taylor-Johnson, Matt Greenhalgh                                                                    |
| 2011 | El discurs del rei (The King's Speech)                                         | Tom Hooper                     | Tom Hooper, Iain Canning, Emile Sherman, Gareth Unwin                                                                                               |
| 2011 | 127 hores (127 Hours)                                                          | Danny Boyle                    | Danny Boyle, Christian Colson, John Smithson |
| 2011 | Un altre any (Another Year)                                                    | Mike Leigh                     | Mike Leigh, Georgina Lowe |
| 2011 | Four lions (Four Lions)                                                        | Chris Morris                   | Chris Morris, Mark Herbert, Derrin Schlesinger |
| 2011 | Made in Dagenham                                                               | Nigel Cole                     | Nigel Cole, Stephen Woolley, Elizabeth Karlsen |
| 2012 | El talp (Tinker Tailor Soldier Spy)                                            | Tomas Alfredson                | Tomas Alfredson, Eric Fellner, Bridget O'Connor, Peter Straughan, Robyn Slovo, Tim Bevan                                                            |
| 2012 | La meva setmana amb Marilyn (My Week with Marilyn)                             | Simon Curtis                   | Simon Curtis, Adrian Hodges, David Parfitt, Harvey Weinstein                                                                                        |
| 2012 | Senna                                                                          | Asif Kapadia                   | Tim Bevan, Eric Fellner, James Gay-Rees, Asif Kapadia, Manish Pandey                                                                                |
| 2012 | Shame                                                                          | Steve McQueen                  | Emile Sherman, Abi Morgan, Steve McQueen, Iain Canning                                                                                              |
| 2012 | We Need to Talk About Kevin                                                    | Lynne Ramsay                   | Jennifer Fox, Rory Stewart Kinnear, Lynne Ramsay, Luc Roeg, Robert Salerno                                                                          |
| 2013 | Skyfall                                                                        | Sam Mendes                     | Sam Mendes, Michael G. Wilson, Barbara Broccoli, Neal Purvis, Robert Wade, John Logan                                                               |
| 2013 | Anna Karènina (Anna Karenina)                                                  | Joe Wright                     | Joe Wright, Tim Bevan. Eric Fellner. Paul Webster. Tom Stoppard                                                                                     |
| 2013 | The Best Exotic Marigold Hotel                                                 | John Madden                    | John Madden. Graham Broadbent. Pete Czernin. Oliver Parker                                                                                          |
| 2013 | Els miserables (Les Misérables)                                                | Tom Hooper                     | Tom Hooper, Tim Bevan, Eric Fellner, Debra Hayward, Cameron Mackintosh, William Nicholson, Alain Boublil, Claude-Michel Schönberg, Herbert Kretzmer |
| 2013 | Seven Psychopaths                                                              | Martin McDonagh                | Martin McDonagh, Graham Broadbent, Pete Czernin |
| 2014 | Gravity                                                                        | Alfonso Cuarón                 | Alfonso Cuarón, David Heyman, Jonás Cuarón |
| 2014 | Mandela: Long Walk to Freedom                                                  | Justin Chadwick                | Justin Chadwick, Anant Singh, David M. Thompson, William Nicholson                                                                                  |
| 2014 | Philomena                                                                      | Stephen Frears                 | Gabrielle Tana, Steve Coogan, Tracey Seaward |
| 2014 | Rush                                                                           | Ron Howard                     | Ron Howard, Andrew Eaton, Peter Morgan |
| 2014 | Saving Mr. Banks                                                               | John Lee Hancock               | Alison Owen, Ian Collie, Philip Steuer, Kelly Marcel, Sue Smith                                                                                     |
| 2014 | The Selfish Giant                                                              | Clio Barnard                   | Tracy O'Riordan |
| 2015 | The Theory of Everything                                                       | James Marsh                    | Tim Bevan, Eric Fellner, Lisa Bruce, Anthony McCarten                                                                                               |
| 2015 | '71                                                                            | Yann Demange                   | Angus Lamont, Robin Gutch, Gregory Burke |
| 2015 | Paddington                                                                     | Paul King                      | David Heyman |
| 2015 | Orgull (Pride)                                                                 | Matthew Warchus                | David Livingstone, Stephen Beresford |
| 2015 | The Imitation Game (Desxifrant l'Enigma) (The Imitation Game)                  | Morten Tyldum                  | Nora Grossman, Ido Ostrowsky, Teddy Schwarzman |
| 2015 | Under the Skin                                                                 | Jonathan Glazer                | James Wilson, Nick Wechsler, Walter Campbell |
| 2016 | Brooklyn                                                                       | John Crowley                   | John Crowley, Finola Dwyer, Amanda Posey, Nick Hornby                                                                                               |
| 2016 | 45 Years                                                                       | Andrew Haigh                   | Andrew Haigh, Tristan Goligher |
| 2016 | Amy                                                                            | Asif Kapadia                   | James Gay-Rees |
| 2016 | The Danish Girl                                                                | Tom Hooper                     | Tom Hooper, Tim Bevan, Eric Fellner, Anne Harrison, Gail Mutrux, Lucinda Coxon                                                                      |
| 2016 | Ex Machina                                                                     | Alex Garland                   | Andrew Macdonald Allon Reich |
| 2016 | Llagosta (The Lobster)                                                         | Yorgos Lanthimos               | Ceci Dempsey, Ed Guiney, Lee Magiday, Efthimis Filippou                                                                                             |
| 2017 | Jo, Daniel Blake (I, Daniel Blake)                                             | Ken Loach                      | Ken Loach, Rebecca O'Brien, Paul Laverty |
| 2017 | American Honey                                                                 | Andrea Arnold                  | Andrea Arnold, Lars Knudsen, Pouya Shahbazian, Jay Van Hoy                                                                                          |
| 2017 | Negació (Denial)                                                               | Mick Jackson                   | Mick Jackson, Gary Foster, Russ Krasnoff, David Hare                                                                                                |
| 2017 | Bèsties fantàstiques i on trobar-les (Fantastic Beasts and Where to Find Them) | David Yates                    | David Yates, J. K. Rowling, David Heyman, Steve Kloves, Lionel Wigram                                                                               |
| 2017 | Notes on Blindness                                                             | Peter Middleton, James Spinney | Peter Middleton, James Spinney, Mike Brett, Jo-Jo Ellison, Steve Jamison                                                                            |
| 2017 | Under the Shadow                                                               | Babak Anvari                   | Babak Anvari, Emily Leo, Oliver Roskill, Lucan Toh                                                                                                  |
| 2018 | Three Billboards Outside Ebbing, Missouri                                      | Martin McDonagh                | Martin McDonagh, Graham Broadbent, Peter Czernin |
| 2018 | Darkest Hour                                                                   | Joe Wright                     | Joe Wright, Tim Bevan, Lisa Bruce, Eric Fellner, Anthony McCarten, Douglas Urbanski                                                                 |
| 2018 | The Death of Stalin                                                            | Armando Iannucci               | Armando Iannucci, Kevin Loader, Laurent Zeitoun, Yann Zenou, Ian Martin, David Schneider                                                            |
| 2018 | God's Own Country                                                              | Francis Lee                    | Francis Lee, Manon Ardisson, Jack Tarling |
| 2018 | Lady Macbeth                                                                   | William Oldroyd                | William Oldroyd, Fodhla Cronin O'Reilly, Alice Birch                                                                                                |
| 2018 | Paddington 2                                                                   | Paul King                      | Paul King, David Heyman, Simon Farnaby |
| 2019 | The Favourite                                                                  | Yorgos Lanthimos               | Yorgos Lanthimos, Ceci Dempsey, Ed Guiney, Lee Magiday, Deborah Davis, Tony McNamara                                                                |
| 2019 | Beast                                                                          | Michael Pearce                 | Michael Pearce, Kristian Brodie, Lauren Dark, Ivana MacKinnon                                                                                       |
| 2019 | Bohemian Rhapsody                                                              | Bryan Singer                   | Graham King, Anthony McCarten |
| 2019 | McQueen                                                                        | Ian Bonhôte                    | Ian Bonhôte, Peter Ettedgui, Andee Ryder, Nick Taussig                                                                                              |
| 2019 | El gras i el prim (Stan & Ollie)                                               | Jon S. Baird                   | Jon S. Baird, Faye Ward, Jeff Pope |
| 2019 | You Were Never Really Here                                                     | Lynne Ramsay                   | Lynne Ramsay, Rosa Attab, Pascal Caucheteux, James Wilson                                                                                           |

### Dècada del 2020
| Any  | Pel·lícula                                           | Direcció                       | Producció |
| ---- | ---------------------------------------------------- | ------------------------------ | --- |
| 2020 | 1917                                                 | Sam Mendes                     | Sam Mendes, Pippa Harris, Jayne-Ann Tenggren, Callum McDougall, Krysty Wilson-Cairns                                |
| 2020 | Bait                                                 | Mark Jenkin                    | Mark Jenkin, Kate Byers, Linn Waite                                                                                 |
| 2020 | For Sama                                             | Waad Al-Khateab & Edward Watts | Waad Al-Khateab, Edward Watts                                                                                       |
| 2020 | Rocketman                                            | Dexter Fletcher                | Dexter Fletcher, Adam Bohling, David Furnish, David Reid, Matthew Vaughn, Lee Hall                                  |
| 2020 | Sorry We Missed You                                  | Ken Loach                      | Ken Loach, Rebecca O'Brien, Paul Laverty                                                                            |
| 2020 | The Two Popes                                        | Fernando Meirelles             | Fernando Meirelles, Jonathan Eirich, Dan Lin, Tracey Seaward, Anthony McCarten                                      |
| 2021 | Promising Young Woman                                | Emerald Fennell                | Emerald Fennell, Ben Browning, Ashley Fox, Josey McNamara                                                           |
| 2021 | Calm with Horses                                     | Nick Rowland                   | Nick Rowland, Daniel Emmerson, Joe Murtagh                                                                          |
| 2021 | The Dig                                              | Simon Stone                    | Simon Stone, Gabrielle Tana, Moira Buffini                                                                          |
| 2021 | El pare (The Father)                                 | Florian Zeller                 | Florian Zeller, Philippe Carcassonne, Jean-Louis Livi, David Parfitt, Christopher Hampton                           |
| 2021 | His House                                            | Remi Weekes                    | Remi Weekes, Martin Gentles, Edward King, Roy Lee                                                                   |
| 2021 | Limbo                                                | Ben Sharrock                   | Ben Sharrock, Irune Gurtubai, Angus Lamont                                                                          |
| 2021 | The Mauritanian                                      | Kevin Macdonald                | Kevin Macdonald, Adam Ackland, Leah Clarke, Beatriz Levin, Lloyd Levin, Rory Haines, Sohrab Noshirvani, M.B. Traven |
| 2021 | Mogul Mowgli                                         | Bassam Tariq                   | Bassam Tariq, Riz Ahmed, Thomas Benski, Bennett McGhee                                                              |
| 2021 | Rocks                                                | Sarah Gavron                   | Sarah Gavron, Ameenah Ayub Allen, Faye Ward, Theresa Ikoko, Claire Wilson                                           |
| 2021 | Saint Maud                                           | Rose Glass                     | Rose Glass, Andrea Cornwell, Oliver Kassman                                                                         |
| 2022 | Belfast                                              | Kenneth Branagh                | Laura Berwick, Kenneth Branagh, Becca Kovacik, Tamar Thomas                                                         |
| 2022 | After Love                                           | Aleem Khan                     | Matthieu de Braconier, Gabrielle Dumon                                                                              |
| 2022 | Ali i Ava (Ali & Ava)                                | Clio Barnard                   | Tracy O'Riordan |
| 2022 | Boiling Point                                        | Philip Barantini               | Hester Ruoff, Bart Ruspoli                                                                                          |
| 2022 | Cyrano                                               | Joe Wright                     | Tim Bevan, Eric Fellner, Guy Heeley                                                                                 |
| 2022 | Everybody's Talking About Jamie                      | Johnathan Butterell            | Mark Herbert, Peter Carlton, Arnon Milchan                                                                          |
| 2022 | House of Gucci                                       | Ridley Scott                   | Ridley Scott, Giannina Facio Scott, Kevin J. Walsh, Mark Huffam                                                     |
| 2022 | Last Night in Soho                                   | Edgar Wright                   | Nira Park, Tim Bevan, Eric Fellner, Edgar Wright                                                                    |
| 2022 | No Time to Die                                       | Cary Joji Fukunaga             | Michael G. Wilson, Barbara Broccoli                                                                                 |
| 2022 | Passing                                              | Rebecca Hall                   | Nina Yang Bongiovi, Forest Whitaker, Margot Hand, Rebecca Hall                                                      |
| 2023 | The Banshees of Inisherin                            | Martin McDonagh                | Martin McDonagh, Graham Broadbent i Pete Czernin                                                                    |
| 2023 | Aftersun                                             | Charlotte Wells                | Productor(s) TBC |
| 2023 | Brian and Charles                                    | Jim Archer                     | Jim Archer, Rupert Majendie, David Earl i Chris Hayward                                                             |
| 2023 | Empire of Light                                      | Sam Mendes                     | Sam Mendes & Pippa Harris                                                                                           |
| 2023 | Bona sort, Leo Grande (Good Luck to You, Leo Grande) | Sophie Hyde                    | Sophie Hyde, Debbie Gray, Adrian Politowski i Katy Brand                                                            |
| 2023 | Living                                               | Oliver Hermanus                | Oliver Hermanus, Elizabeth Karlsen, Stephen Woolley i Kazuo Ishiguro                                                |
| 2023 | Roald Dahl's Matilda the Musical                     | Matthew Warchus                | Matthew Warchus, Tim Bevan, Eric Fellner, Jon Finn, Luke Kelly i Dennis Kelly                                       |
| 2023 | See How They Run                                     | Tom George                     | Tom George, Gina Carter, Damian Jones i Mark Chappell                                                               |
| 2023 | Les nedadores (The Swimmers)                         | Sally El Hosaini               | Sally El Hosaini, Jack Thorne; Productor(s) TBC                                                                     |
| 2023 | The Wonder                                           | Sebastián Lelio                | Sebastián Lelio, Ed Guiney, Juliette Howell, Andrew Lowe, Tessa Ross, Alice Birch i Emma Donoghue                   |